# Yolanda Ramos
Yolanda Ramos (Cerdanyola del Vallès, 4 de setembre de 1968) actriu i guionista còmica catalana.Ha participat en les companyies d'espectacles El Terrat, La Cubana, i en Homo Zapping, i en el seu paper de presentadora a la pel·lícula Volver (2006). Va ser guionista de la campanya nadalenca de l'ONCE del 2000.

## Televisió
- 1999: Me lo dijo Pérez (Telecinco)
- 02-2004: Vitamina N (Citytv), amb Jordi González
- 2003-2005: Homo Zapping (Antena 3)
- 2005: Buenafuente (Antena 3), amb Andreu Buenafuente
- 2005: Los más
- 2006: 7 vidas (Telecinco)
- 2006-2008: El intermedio (La Sexta)
- 2007: Cafetería Manhattan
- 2008: Vacances pagades (TV3), amb Sandra Barneda
- 2008: Peta-Zetas (Antena 3)
- 2009: Saturday Night Live (Cuatro)
- 2010: La escobilla nacional (Antena 3)
- 2014: Hable con ellas (Telecinco)[3]
- 2016: Tu cara me suena (Antena3)
- 2018: Benvinguts a la família (TV3)
- 2018-2019: Paquita Salas (Flooxer-Netflix)
- 2019: Masterchef celebrity
- 2021: LOL SI te ríes pierdes

## Cinema
- 2006: Volver, de Pedro Almodóvar
- 2016: Villaviciosa de al lado, de Nacho G. Velilla